# West Rancho Dominguez
Pour les articles homonymes, voir West Compton.
West Rancho Dominguez (anciennement appelé West Compton) est une census-designated place de Californie dans le comté de Los Angeles. Sa population s’élevait à 5 669 habitants lors du recensement de 2010.